# Donald Byrd
Pour les articles homonymes, voir Byrd.
Donaldson Toussaint L'Ouverture Byrd II, plus connu sous le nom de Donald Byrd, né à Détroit le 9 décembre 1933 et mort le 4 février 2013 à Dover dans le Delaware, est un trompettiste et compositeur américain de jazz.

## Biographie

### Jeunesse
Donald Byrd est le fils d'un pasteur méthodiste de Détroit. Il étudie la musique dans une école préparatoire, la Cass Technical High School, incubateur de talents parmi lesquels Alice Coltrane, Paul Chambers, Ron Carter, et dont le directeur musical est le compositeur Harry Begian (en). Il intègre l'université de Wayne State avant de servir dans l'US Air Force entre 1951 et 1953, où il continue de pratiquer la musique en jouant dans plusieurs groupes,. Il obtient un bachelor's degree puis s'installe à New York en 1955. Il poursuit ses études à la Manhattan School of Music et décroche un master's degree.

### Carrière musicale
Donald Byrd devient l'une des figures du courant hard bop,. Alors qu'il est encore étudiant à Manhattan, il rejoint les Jazz Messengers d'Art Blakey, puis joue avec de très nombreux jazzmen, dont Max Roach, John Coltrane, Sonny Rollins et Thelonious Monk,. En 1960, Byrd recrute Herbie Hancock, qui est alors un jeune pianiste au talent prometteur, dans le quintette qu'il a formé en 1958 avec le saxophoniste Pepper Adams,.

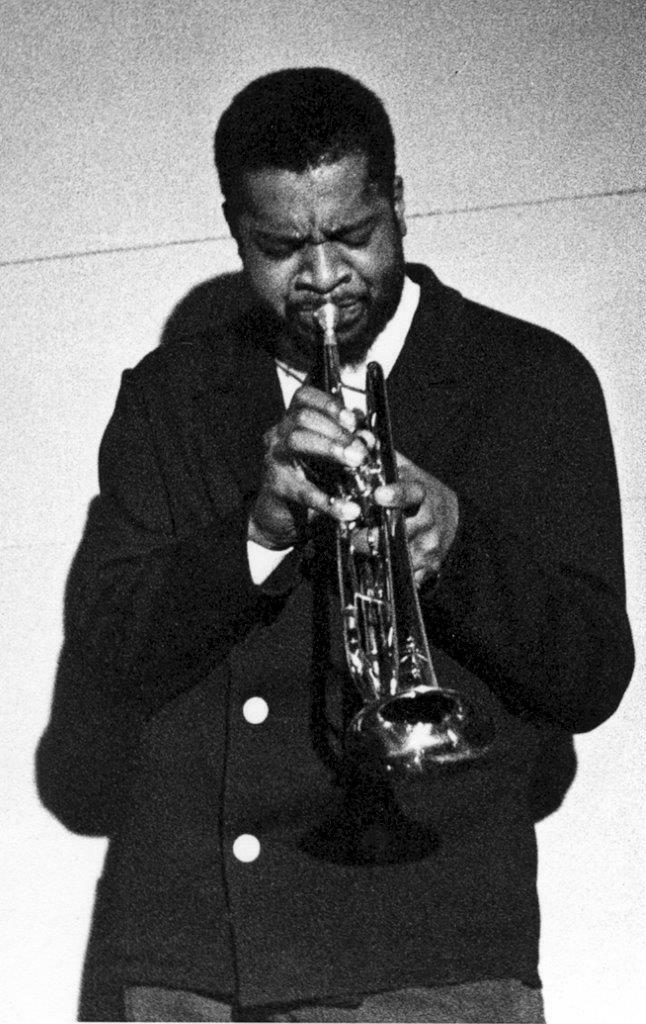
Donald Byrd au "Blue Note", Bruxelles, 1964

Dans les années 1970, il s'éloigne du mouvement hard bop et se tourne vers le jazz fusion, le jazz-funk, le soul jazz et le rhythm and blues. Il produit alors Black Byrd (en) avec les Mizell Brothers (en). Vendu à plus d'un million d'exemplaires, il demeure longtemps le disque le plus populaire du label Blue Note Records. Le morceau-titre atteint la 88e place du Billboard Hot 100. En 1973, il monte le groupe The Blackbyrds (en), composé d'étudiants de l'université Howard, afin de produire leur musique,. Ils rencontrent le succès avec des titres comme Walking in Rhythm et Time is Movin, qui se classent dans le Top 20 du hit parade rhythm and blues, ou encore Rock Creek Park qui est par la suite fréquemment samplé par les artistes rap comme Nas et Public Enemy.
En 1977, il participe au FESTAC 77, un festival des cultures et des arts noirs et africains qui se tiennent à Lagos, au Nigeria, et réunit près de 60 pays.

### Enseignement
Au début des années 1960, Donald Byrd étudie la composition en Europe auprès de Nadia Boulanger,. Il se consacre ensuite à l'enseignement de la musique dans plusieurs établissements. D'abord à l'université Rutgers, où il donne le premier cours de jazz, puis à l'université Howard entre 1968 et 1975, où le trompettiste développe un programme d'étude de la musique noire,. Byrd donne aussi des cours à l'université du centre de la Caroline du Nord et à l'université Cornell. Également diplômé en droit, il enseigne cette matière appliquée à l'industrie de la musique. En 1982, un doctorat en éducation lui est décerné par le Teachers College de l'université Columbia,.

## Style musical et influences
Donald Byrd nomme des musiciens tels John Coltrane parmi ses influences. Il pratique le hard bop au cours des années 1950 avant de s'en détacher. Il se lance dans le jazz fusion durant les années 1970, et s'intéresse au rap à partir des années 1980,. Plus d'une centaine de disques de rap, de Public Enemy à Ludacris, contiennent des samples de sa musique.

## Récompenses
En 2000, Byrd reçoit un Jazz Masters award, décerné par une agence culturelle fédérale, le Fonds national pour les arts (National Endowment for the Arts),.

## Discographie

### Carrière solo
- 1957 : Byrd Blows on Beacon Hill
- 1958 : Off to the Races
- 1958 : Parisian thoroughfare
- 1959 : Byrd in Hand
- 1959 : Fuego
- 1960 : Byrd in Flight
- 1961 : Royal Flush
- 1961 : Free Form
- 1961 : Out of this World
- 1962 : The Cat Walk
- 1962 : Groovin' for Nat
- 1963 : A New Perspective
- 1964 : I'm Tryin' to Get Home
- 1965 : Up With Donald Byrd
- 1966 : Mustang!
- 1967 : Slow Drag
- 1967 : Black Jack
- 1969 : Fancy Free
- 1969 : Kofi
- 1970 : Electric Byrd
- 1971 : Ethiopian Knights
- 1972 : Black Byrd (en)
- 1973 : Street Lady
- 1974 : Stepping into Tomorrow
- 1975 : Places and Spaces
- 1976 : Caricatures
- 1978 : Thank You… for F.U.M.L. (Funking Up My Life)
- 1979 : Chant - Cet album fut enregistré en 1961 mais publié en 1979
- 1979 : Donald Byrd and 125th Street, N.Y.C.
- 1981 : Love Byrd: Donald Byrd and 125th St, N.Y.C. prod. Isaac Hayes
- 1983 : Words, Sounds, Colors and Shapes
- 1987 : Harlem Blues
- 1989 : Getting Down to Business
- 1991 : A City Called Heaven
- 2000 : Touchstone
- 2002 : The Transition Sessions
- 2003 : At the Half Note Cafe, Vol. 1
- 2003 : At the Half Note Cafe, Vol. 2
- 2004 : At the Half Note Cafe, Vol. 1-2 (Bonus Tracks)
- 2005 : In a Soulful Mood
- 2006 : Pop-Jazz Volume 1

### Comme accompagnateur
- 1957 : Quintet de Paul Chambers
- 1959 : Jacquie' s Bag de Jackie McLean
- 1959 : New Sol de Jackie McLean
- 1961 : Lush Life de John Coltrane
- 1963 : My Point of View de Herbie Hancock
- 1964 : One Flight Up  de Dexter Gordon
- 1964 : No Room for Squares de Hank Mobley